# Tanja Dückers

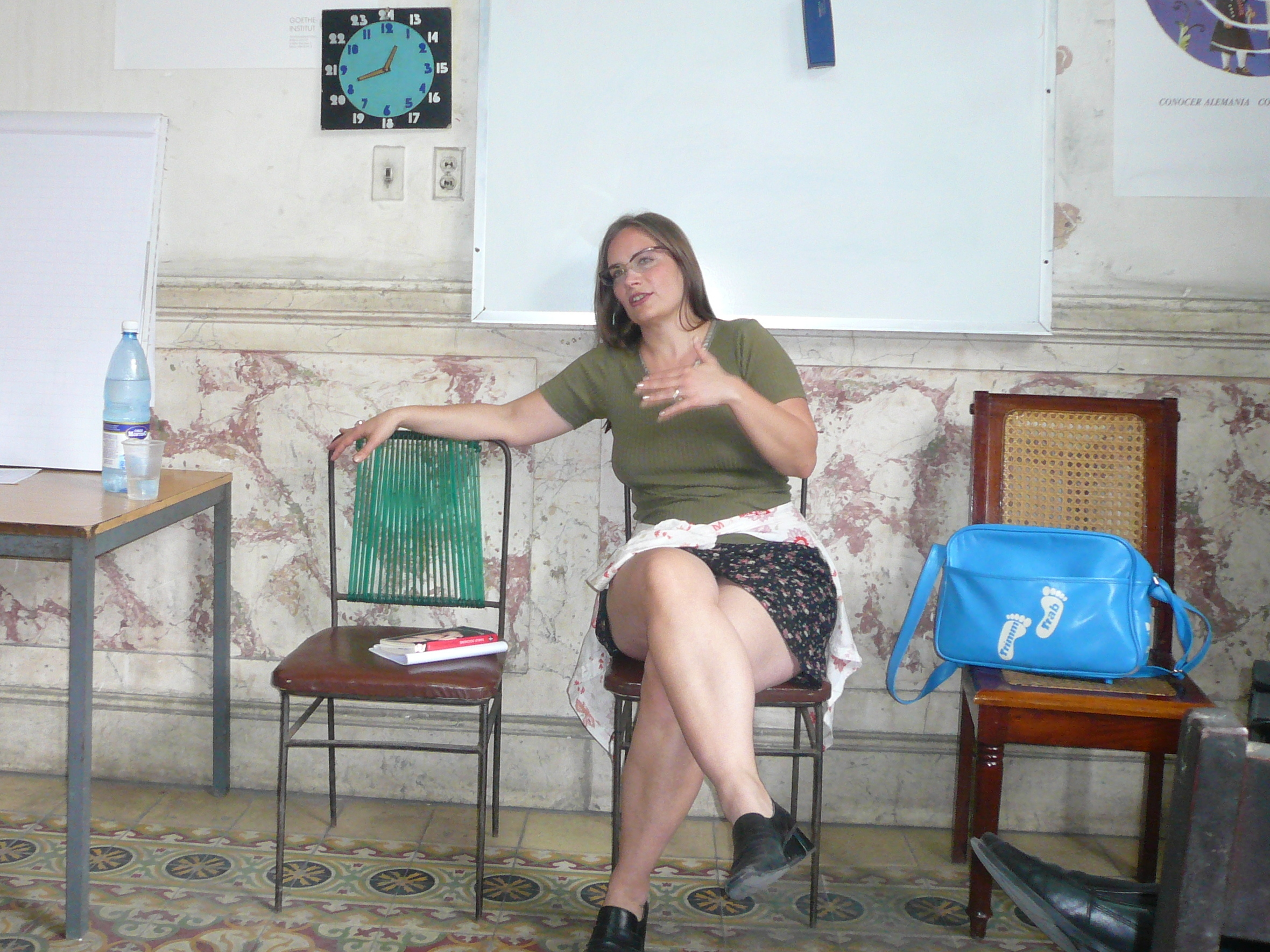
Tanja Dückers v kubánské Havaně (2008)

Tanja Dückers (* 25. září 1968, Berlín) je německá spisovatelka a novinářka.

## Biografie
Je dcerou německého kunsthistorika Alexandra Dückerse. Po maturitě a následném delším pobytu v Americe studovala na Svobodné univerzitě v Berlíně a Universiteit van Amsterdam germanistiku, nederlandistiku, severoamerická studia a také dějiny umění. Při studiu pracovala pro Deutsche Welle (DW), či jako asistentka v nakladatelství.

### České překlady
- Nejdelší den v roce[8] (orig. 'Der längste Tag des Jahres'). 1. vyd. Zlín : Kniha Zlin, 2008. 181 S. Překlad: Lenka Housková
- Zóna Berlín[9] (orig. 'Spielzone'). 1. vyd. V Praze : Odeon, 2004. 185 S. Překlad: Lenka Housková